# François Pagès
Pour les articles homonymes, voir Pagès.
Pierre Marie François, vicomte de Pagès (Toulouse, 16 octobre 1740 - Saint-Domingue, 11 janvier 1792), est un officier de marine, aventurier et explorateur français.

## Biographie
Il entre aux gardes-marine en mai 1757 et sert sur le Triton en Méditerranée avec lequel il prend part à la capture d'un corsaire ennemi (1758). En 1759, il passe sur le Souverain dans l'escadre de La Clue-Sabran et se bat, le 17 août, à Lagos. Il participe aussi le 10 octobre, devant Rochefort, au second engagement dans lequel il est blessé.
En 1765, il embarque sur la Gracieuse et participe au bombardement de Larache contre les corsaires marocains et est nommé enseigne de vaisseau (novembre 1765). En 1766-1767, il fait campagne à Saint-Domingue sur la Dédaigneuse puis est rayé des listes en décembre 1767 pour avoir débarqué sans permission. Il décide alors de faire le tour du monde.

### Le voyage autour du monde
Il part ainsi du Cap Français le 30 juin 1767, atteint la Louisiane et le Mexique, d'Acapulco rejoint les Philippines puis Batavia et Surate et demeure cinq mois aux Indes avant de gagner Bassora et, par caravane, Saïda. Il vit alors trois mois parmi les Druzes dans les montagnes. De Saïda, il s'embarque pour Malte et débarque à Marseille le 5 décembre 1771. Durant son voyage, il a accumulé une très importante masse d'observations scientifiques et ethnologiques.

### Le voyage vers les terres australes
En mars 1772, il est rétabli dans son rang et sert sur le Roland (1773) lors de la seconde expédition de Kerguelen aux terres australes. Parti de Brest le 26 mars 1773, il rejoint Le Cap, mouillant à False Bay, à l'abri des vents violents. Il décrit la vie et les mœurs des Hottentots. Il rejoint l'Ile de France en octobre 1773, puis redescend en direction du Sud jusqu'à La grande terre dont Yves Joseph de Kerguelen de Trémarec prend possession le 6 janvier 1774, en laissant un message dans une bouteille de verre que le capitaine Cook trouvera deux ans plus tard. Sur le chemin du retour il aborde Madagascar, décrit l'ile qu'il quitte le 29 mars 1774. Passant  à nouveau par le cap de Bonne Espérance, il est de retour à Brest le 6 septembre 1774. Le récit de ses voyages est publié avec le soutien et l'approbation de l'Académie royale des sciences.

### Le voyage vers le pole nord
François Pagès embarque ensuite à Texel (avril 1776) sur un baleinier hollandais et entreprend un voyage d'exploration dans les régions polaires durant lequel il étudie la nature de l'eau de mer, la glaciologie, les vents et détermine les positions de l'île Jan Mayen. Il décrit la pêche à la baleine. Il élabore aussi une carte du Spitzberg. Son navire est pris par les glaces mais arrive à se dégager pour rentrer le long des côtes d'Allemagne, par Amsterdam et Guernesey. Il est de retour à Brest le 27 septembre 1776.

### Carrière militaire
Il sert en septembre 1776 sur la Favorite à Saint-Domingue et est promu lieutenant de vaisseau en avril 1777. L'année suivante, il passe sur le Fier et prend part le 27 juillet à la bataille d'Ouessant. En décembre 1778, il sert sur le Magnifique et rallie l'escadre de d'Estaing aux Antilles. Il participe alors le 4 juillet 1779 à la prise de Grenade.
En août 1779, il est débarqué malade à Saint-Domingue et rentre en France en janvier 1781 après avoir été nommé capitaine de vaisseau.
Il quitte alors la marine et revient s'installer à Saint-Domingue. Il est retrouvé assassiné le 11 janvier 1792 dans sa demeure de la Grande-Rivière des Baradaires.

## Œuvres

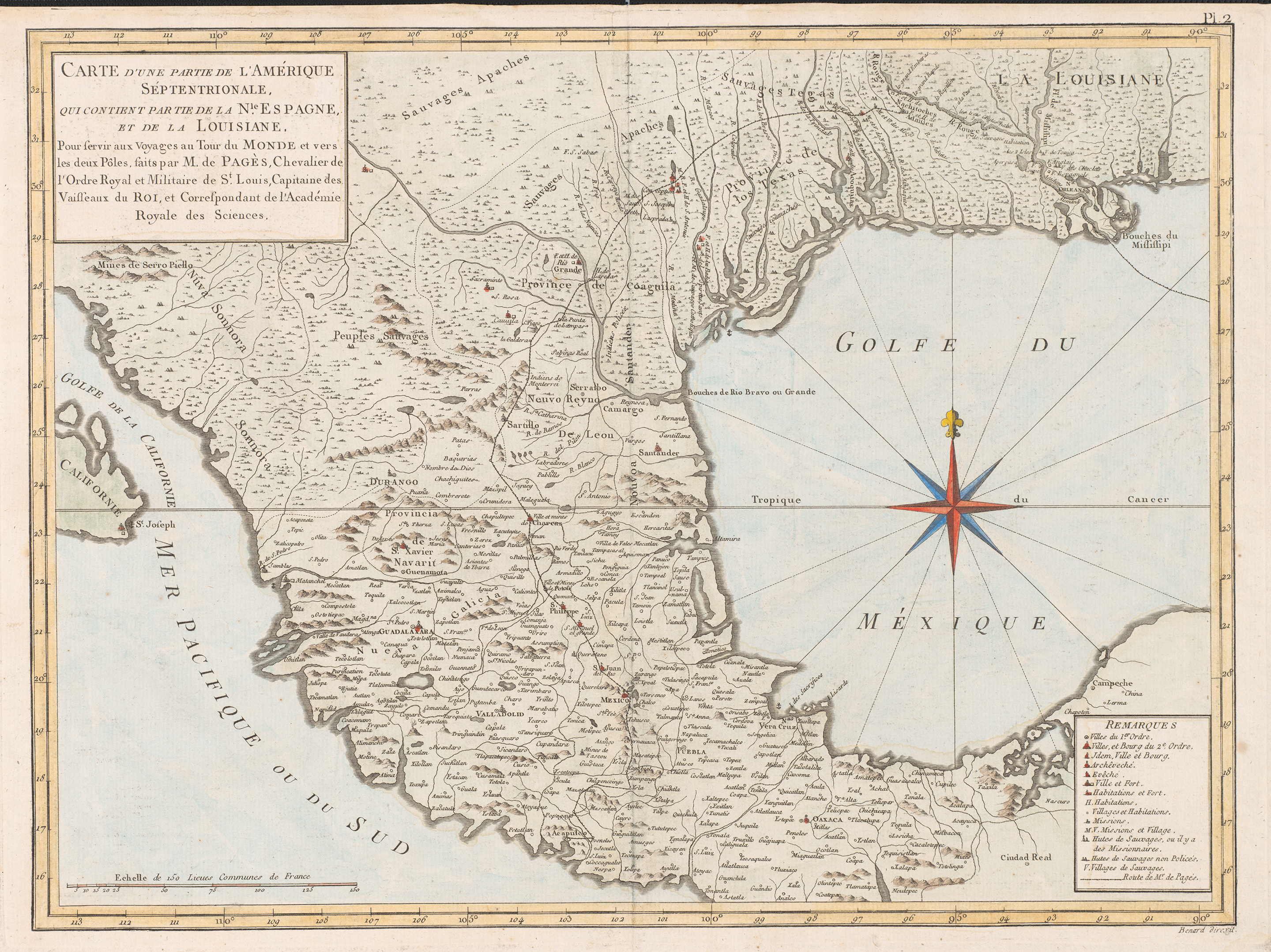
Carte d'une partie de l'Amérique Séptentrionale: qui contient partie de la Nle. Espagne, et de la Louisiane, 1782 (Voyages autour du monde)

Membre de l'Académie de marine et membre correspondant de l'Académie des sciences (août 1781), on lui doit plusieurs mémoires scientifiques ainsi qu'un Voyage autour du monde et vers les deux poles, par terre et par mer tome 1, tome 2, tome 3 dont le texte est illustré, en 1782, par le graveur Robert Bénard qui travaille notamment pour l'Académie des Sciences.